# Smbat I. Armenski
Smbat I. (armensko Սմբատ Ա, Smbat I), včasih tudi Smbat I. Mučenik, je bil drugi kralj srednjeveškega Armenskega kraljestva iz dinastije Bagratidov, * okoli 850, † 912/914.
Bil je sin kralja Ašota I. in oče kraljev Ašota II., znanega kot Ašot Jerkat, in Abasa I.

## Vladanje
Smbat I. je bil okronan za kralja leta 892 v Širakavanu (Jerazgavors) po kratkem poskusu svojega strica Abasa, da bi preprečil njegovo nasledstvo na prestolu. Smbat je nadaljeval očetovo politiko ohranjanja prisrčnih odnosov z Bizantinskim cesarstvom, vendar se je zavedal strahu Arabcev pred armensko-bizantinsko zavezništvom. V pogovoru z arabskim ostikanom (guvernerjem) Mohamedom Ibn Abil-Sadžem (Afšinom) ga je Smbat prepričal, da zavezništvo ne bo koristilo le Bizancu in Armeniji, ampak tudi gospodarstvu Arabcev. Smbat je dosegel tudi veliko vojaško zmago, ko je 21. aprila 892 Arabcem odvzel nekdanjo armensko prestolnico Dvin. V nekaterih od teh prizadevanj je imel  Smbat močno podporo svojega severnega soseda, Adarnaseja IV. Iberskega.
Smbatovi uspehi so se kmalu ustavili, ko  Afšin ni več mogel prenašati močne Armenije v svoji neposredni bližini. Ponovno je zavzel Dvin in uspel vzeti Smbatovo ženo kot talko. Izpustil jo je v zameno za Smbatovega sina Mušega in nečaka, ki je bil tudi Smbat. Vojne proti Armeniji so se nadaljevale tudi po Afšinovi smrti leta 901, ko je ostikan Arminije postal njegov brat Jusuf ibn Abil-Sadž. Čeprav Jusufova vladavina ni bila takoj sovražna, je Smbat storil vrsto napak, zaradi katerih so mu številni zavezniki obrnili hrbet Ko je poskušal pomiriti svojega vzhodnega zaveznika Smbata iz Sjunika tako, da mu je prepustil mesto Nahičevan, je nenamerno pahnil v Jusufovo objem Gagika I. Arcrunija iz Vaspurakana, saj je bilo mesto del Gagikovih posesti. Jusuf je ta spor izkoristil in Gagiku leta 908 podelil krono. Gagik je kot Gagik I. Vaspurakanski ustvaril armensko državo, ki je nasprotovala Smbatovi.
Ko je Jusuf leta 909 skupaj z Gagikom začel nov pohod proti Smbatu, mu niti Bizantinci niti abasidski kalif, Jusufov uradni suveren, niso poslali pomoči. Da ga ne bo podprlo, se je odločilo tudi več armenskih knezov. S tistimi, ki so ga podprli, je Jusuf brutalno obračunal: Smbatovega sina Mušega, nečak Smbata in Grigorja II. Sjuniškega so zastrupili.

## Smrt
Jusufova vojska je med pohodom proti Berd Kapojtu (Modra trdnjava), kamor se je zatekel Smbat, opustošila preostanek Armenije in nekaj časa oblegala trdnjavo. Smbat se je leta 914 končno odločil, da se bo predal Jusufu v upanju, da se bo arabski napad s tem končal. Jusuf ni pokazal sočutja do svojega ujetnika, saj ga je odpeljal v Jernjak, ga mučil do smrti in nato obglavil. Njegovo brezglavo telo je razstavil na križu v Dvinu. Smbatov sodobnik Hovhannes  Draštanakerci piše, da je mesto, kjer je stal križ, postalo romarsko mesto tako za kristjane kot za nekristjane. Informacije, ki so jih posredovali kasnejši armenski avtorji, kažejo, da so Smbatovo truplo sneli in pokopali v samostanu v Artsvanistu.